# Aravaca

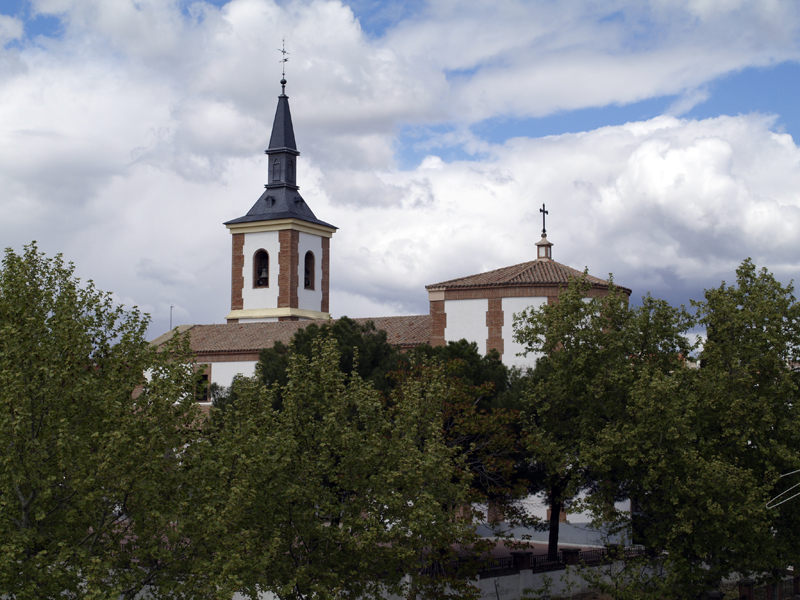
Kyrkan Santa Maria i Aravaca

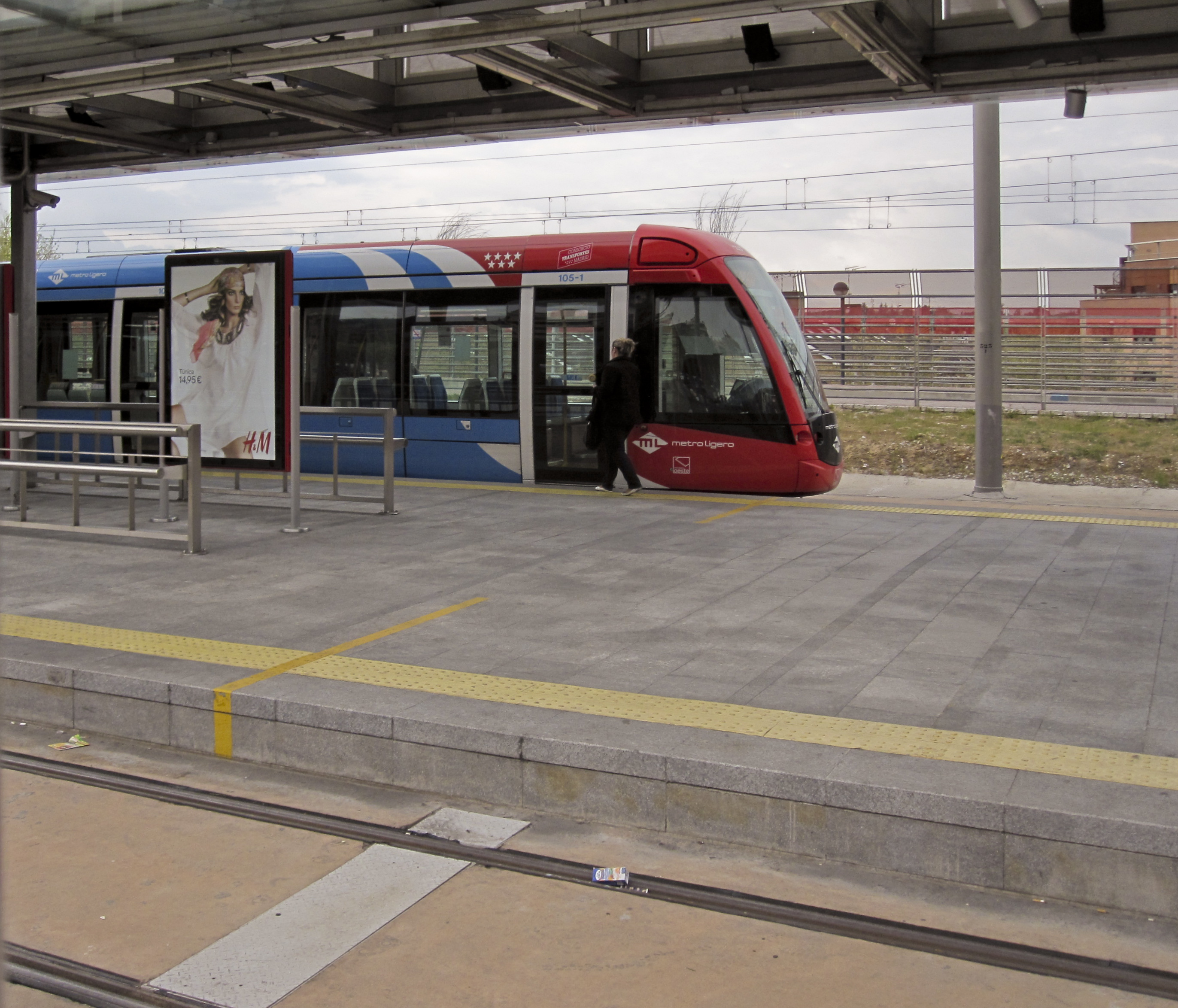
Stationen för Metro Ligero i Aravaca.

Aravaca är en stadsdel i staden Madrid, i Moncloa-Aravaca. Den ligger 9 km från stadens centrum, på andra sidan om parken Casa de Campo. Befolkningen uppgår till 29 547 personer (januari 2006), och fördelar sig på tre områden: Aravaca (23 145), Valdemarín (4 000) and El Plantío (2 469)
Under spanska inbördeskriget låg frontlinjen vid Aravaca under tre år vid belägringen av Madrid (1936-39). Man kan fortfarande hitta militära bunkrar som användes av Francos anfallande trupper i parkerna och i skogarna. Den gamla delen av staden ödelades fullständigt och återuppbyggdes under fyrtiotalet. Från dessa år härstammar församlingskyrkan och några hus längs gatan Baja de la Iglesia, allt byggt i gammal kastiliansk stil.
Fram till slutet av 1940-talet var Aravaca en självständig stad inom Madridprovinsen med ett eget stadshus och borgmästare. Aravaca anslöts till Madrid genom dekret 28 oktober 1949. Under den långa spanska efterkrigsperioden (1940-1959) lämnade miljoner spanjorer sina hem i de fattiga provinserna för att migrera till industriområden som Madrid, Barcelona, Valencia och Baskien. Aravaca växte snabbt mellan 1950 och  1980 och blev en förort för medelklassen.
Sedan 1990 har befolkningen, tack vare nya stadsplaner, fördubblats och gatunätet är nu sammanväxt med det för grannstaden Pozuelo de Alarcón. Befolkningen uppgår till omkring 30 000 personer, huvudsakligen pendlare som arbetar i Madrid eller i storstadsregionen för Madrid. Det kommunala transportsystemet är väl utbyggt med 10-minuters busstrafik till centrum, en järnvägsstation och en metrolinje.

## Historia
1222 gav Alfons VIII av Kastilien stadsprivilegier till Madrid, som hade erövrats två sekler tidigare, och beviljade staden jurisdiktion över tre sexmos eller landsbygdsområden: Aravaca, Villaverde och Vallecas. Aravaca omfattade Aravaca, Las Rozas, Majadahonda, Boadilla del Monte, Alcorcón, Leganés, och Carabancheles Suso och Yuso (”Höga” och ”Låga”) med undantag för slottet och den omgivande terrängen som hade hört till Santiagoorden sedan 1206.
Fram till 1900-talet var Aravaca ett område med spridda lantgårdar utanför Madrid, beläget på en kulle på högra sidan av dalgången för floden Manzanares vid det mindre vattendraget Pozuelo. Området låg mellan två kungliga jaktmarker, höjdområdet vid El Pardo och Casa de Campo, och den fåtaliga befolkningen i Aravaca ägnade sig åt jordbruk och boskapsuppfödning. 
Fram till 20 oktober 1951 var det en oberoende municipio, fast man bara hade en liten befolkning. Efter inkorporeringen med huvudstaden omvandlades området till ett bostadsområde för medelklassen med låg bebyggelse, kännetecknad av slutna urbanisationer med chalets (enfamiljshus).
Vid slutet av 1980-talet gjorde utbyggnaden med bostadsområden att befolkningen ökade avsevärt. Området sträckte ut sig mot söder och i väster tills det byggdes ihop med stadskärnan i Pozuelo de Alarcón. Vid utbyggnaden följde man samma mönster som i stadsplanen för resten av stadsdelen men med bredare gator och vägar.

## Dagens situation
Under de första åren av 2000-talet har Aravaca omvandlats till en av de dyraste zonerna vad avser bostäder i Madrid. Medelinkomsten i området är den högsta i hela kommunen Madrid. Andelen bilar per invånare ligger högt, vilket gör att privatbilar används för alla typer av transporter. Den höga biltätheten, tillsammans med planering av området som har bidragit till att det skapats zoner som saknar allmän service av typ skolor, vårdcentraler, har lett till en extraordinär ökning av biltrafiken trots att man har fått behovet av kommunala transporter tillgodosett.

## Geografiskt läge
Stadsdelen Aravaca bildar en kontinuerlig bebyggelse (tätort) med Pozuelo de Alarcón, på så sätt att enda sättet att få veta om man är i Madrid eller Pozuelo är att titta på vägskyltarna som pekar på de stora kommunikationsstråken: Arroyo de Pozuelo, Osa Mayor, Avenida de Europa och Carretera de Húmera.

## Kommunikationer
Aravaca är väl försett med kommunikationer med Madrids centrum genom motorvägen (A-6 Madrid-La Coruña) och en motortrafikled M-500, också känd som Carretera de Castilla, som förbinder Ciudad Universitaria med A-6 passerande genom Casa de Campo och vid Club de Campo de Madrid.
På grund av att kommunikationerna med resten av Madrid sker exklusivt via motorväg och tåg, måste man om man cyklar ta sig genom Casa de Campo för att nå Madrids centrum eller universitetsområdet.

### Cercanías Madrid
I området finns en station, som betjänar linjerna C-7 och C-10.

### Metro Ligero
En Metro Ligero-linje ML-2 betjänar stadsdelen sedan 27 juli 2007, med stationerna Estación de Berna och Estación de Aravaca.

### Bussar
Området betjänas under högtrafik med 10-minuterstrafik av fem interna busslinjer och ett tjugotal interurbana linjer samt fem nattbussar.